# Česká pojišťovna Cup 2006
Hokejový turnaj Česká pojišťovna Cup 2006 byl odehrán od 31. srpna do 3. září 2006 v Liberci. Utkání Švédsko–Rusko bylo odehráno v Linköpingu.

## Výsledky a tabulka
|    |         | RUS    | FIN    | SWE     | CZE    | V | VP | PP | P | Skóre | B |
| 1. | Rusko   | Rusko  | 4:3    | 4:3 SN  | 4:3    | 2 | 1  | 0  | 0 | 12:9  | 8 |
| 2. | Finsko  | 3:4    | Finsko | 3:2     | 1:2 SN | 1 | 0  | 1  | 1 | 7:8   | 4 |
| 3. | Švédsko | 3:4 SN | 2:3    | Švédsko | 4:2    | 1 | 0  | 1  | 1 | 9:9   | 4 |
| 4. | Česko   | 3:4    | 2:1 SN | 2:4     | Česko  | 0 | 1  | 0  | 2 | 7:9   | 2 |

| Tým 1   | Výsledek               | Tým 2   | Zpráva |
| ------- | ---------------------- | ------- | ------ |
| Česko   | 2:1 SN (0:0, 0:0, 1:1) | Finsko  | Zpráva |
| Rusko   | 4:3 SN (2:2, 1:0, 0:1) | Švédsko | Zpráva |
| Finsko  | 3:4 (1:0, 2:2, 0:2)    | Rusko   | Zpráva |
| Česko   | 2:4 (0:0, 1:2, 1:2)    | Švédsko | Zpráva |
| Švédsko | 2:3 (2:1, 1:0, 0:1)    | Finsko  | Zpráva |
| Česko   | 3:4 (0:1, 1:2, 2:1)    | Rusko   | Zpráva |